# 佐藤公彦 (歴史学者)
佐藤 公彦（さとう きみひこ、1949年9月20日 - ）は、日本の歴史学者、東京外国語大学名誉教授。専門は東アジア近代史、中国近現代史。

## 経歴
出生から修学期
1949年、福島県岩瀬郡で生まれた。1968年、福島県立白河高等学校を卒業。横浜市立大学文理学部に入学して東洋史を専攻し、小島晋治に師事。1973年に卒業し、大学院は一橋大学大学院社会学研究科に進んだ。大学院時代は西順蔵に師事。1979年に博士課程を単位取得退学。
中国近現代史研究者として
卒業後は女子美術大学付属高等学校教諭となった。1985年、東京外国語大学外国語学部専任講師に着任。1989年に同大学助教授、1995年に同大学教授に昇進。2000年、学位論文『義和団の起源とその運動：中国民衆ナショナリズムの誕生』を一橋大学に提出して社会学博士号を取得。2009年、大学院重点化に伴い同大学総合国際学研究院教授となった。2015年、東京外国語大学を定年退職し、名誉教授となった。

## 著作

### 単著
- 『義和団の起源とその運動：中国民衆ナショナリズムの誕生』研文出版 1999
- 『「氷点」事件と歴史教科書論争』日本僑報社 2007
- 『上海版歴史教科書の「扼殺」』日本僑報社 2008
- 『清末のキリスト教と国際関係：太平天国から義和団・露清戦争、国民革命へ』汲古書院 2010
- 『中国の反外国主義とナショナリズム：アヘン戦争から朝鮮戦争まで』集広舎 2015
- 『親中国・東大派のイデオロギー的な「逆襲」』青娥書房 2016
- 『中国近現代史はどう書かれるべきか』汲古書院 2016
- 『陳独秀　その思想と生涯　1879-1942：胡適序言・陳独秀遺著「陳独秀の最後の見解(論文と書信)」を読む』集広舎 2019
- 『駐米大使 胡適の「真珠湾への道」：その抗日戦争と対米外交』御茶の水書房 2022

### 訳書
- 『黒旗軍：19世紀中国の農民反乱』陳白塵（中国語版）著、研文出版 1987
- 『歴史学と社会理論』ピーター・バーク著、慶應義塾大学出版会 2006
- 『神の子洪秀全：その太平天国の建設と滅亡』ジョナサン・スペンス著、慶應義塾大学出版会 2011
- 『中国近代史』蔣廷黻著、東京外国語大学出版会 2012
- 『胡適 1891-1962：中国革命の中のリベラリズム』ジェローム・グリーダー著、藤原書店 2017
- 『胡適文選』(全2巻) 平凡社東洋文庫  2021
- 『胡適：政治・学問論集』（汲古書院、2022年11月）